# Käte Voelkner
Käte Lydia Voelkner (née le 12 avril 1906 à Dantzig, morte le 25 juillet 1943 à Berlin-Plötzensee) est une résistante allemande au nazisme.

## Biographie
Käthe Voelkner et son frère Benno Voelkner sont issus d'une famille ouvrière de Prusse occidentale. Elle apprend le métier de sténographe et devient artiste de cirque après la rencontre de son partenaire Johann Podsiadlo en 1925. Ils se produisent dans plusieurs pays européens. À son retour d'une tournée en Union soviétique, elle est brièvement arrêtée en 1936. Elle en tire les conséquences et émigre en France avec son compagnon et leurs deux enfants, Hans Voelkner et Henry Voelkner.
Après l'entrée de la Wehrmacht à Paris, Käte Voelkner et Johann Podsiadlo rejoignent la résistance intérieure française et sont en même temps embauchés par des agences allemandes : Käte Voelkner devient secrétaire du bureau de Fritz Sauckel, Johann Posiadlo est interprète pour l'Organisation Todt. Des informations « confidentielles » sont transmises à Leopold Trepper et Anatoli Gourevitch via des canaux de conspiration. Les deux forment un groupe de résistance avec Vassili Maximovitch, Anna Maximovitch, Isidor Springer et Henri Robinson.
À la suite de la découverte d'une correspondance avec un certain Vion, après un voyage en Allemagne avec ses enfants, Käte Voelkner est arrêtée le 7 janvier 1943 sur son lieu de travail à Paris par une unité spéciale de la Gestapo. Après de longues séances d'interrogatoire et de torture, elle est condamnée à mort le 15 mars 1943 par un tribunal spécial de la Reichskriegsgericht sous la direction de Manfred Roeder. Lors de sa condamnation, elle aurait déclaré : « Je suis heureuse d'avoir fait quelques petites choses pour le communisme! »
Pour d'autres interrogatoires au siège de la Gestapo, elle est transportée à Berlin, où elle est un temps emprisonnée dans la prison pour femmes de Barnimstraße.
Leurs enfants sont placés dans un foyer pour enfants SS. Johann Podsiadlo est également exécuté à la prison de Plötzensee le 28 juillet 1943.